# Vaughn Duggins
Vaughn Duggins, né le 10 juillet 1987 à Pendleton dans l'Indiana, est un joueur américain de basket-ball évoluant au poste d'arrière.

## Biographie
Le 9 juillet 2013, il rejoint Le Mans en France. En septembre, lors du match de préparation contre Chalon-sur-Saône, il souffre d’une contusion à la cuisse. Le 30 octobre, lors du 4e match d'EuroCoupe, il contribue à la première victoire du Mans avec 15 points et 7 rebonds contre Nymburk. Lors de la journée 8 de cette compétition et le match retour contre Nymburk, il marque le tir de la victoire à quatre secondes de la fin du match. Le 15 janvier 2014, pour le match de Coupe de France contre Poitiers, il est mis au repos pour soigner son entorse à la cheville droite. Le 29 mars, il réalise son meilleur de match de la saison avec 23 points à 88 % aux tirs, 3 passes et 3 rebonds pour une évaluation de 27, lors de la victoire contre Lyon-Villeurbanne mais se blesse au genou en fin de match en se jetant pour sauver un ballon. Il doit passer des examens complémentaires et manque le match du 8 avril contre Nancy.
Le 13 juin 2014, il s'engage avec Nancy où son nouvel entraîneur, Alain Weisz, est prêt à lui donner beaucoup de responsabilités.
Nancy, qui s'apprête à laisser filer Florent Pietrus, a également perdu Vaughn Duggins, un autre de ses cadres. L'arrière américain, qui avait rejoint le SLUC a paraphé un contrat de deux ans avec Oldenburg, malgré la proposition de prolongation de ses dirigeants  Il s'était fracturé la cheville en demi-finales des play-offs de Pro A, contre Limoges CSP à Limoges.

## Clubs successifs
- 2011-2013 :  Walter Tigers Tübingen
- 2013-2014 :  Le Mans Sarthe Basket
- 2014- :  Stade Lorrain Université Club Nancy Basket
- 2015 :  EWE Baskets Oldenburg